# 愛西市立佐屋小学校
愛西市立佐屋小学校（あいさいしりつ さやしょうがっこう）は、愛知県愛西市須依町にある公立小学校。

## 概要
- 校区は柚木町、北一色町、日置町、稲葉町、甘村井町、金棒町、落合町、須依町（北前、佐原、大正、庄屋敷、東田面、白山）であり、公立中学校の進学先は愛西市立佐屋中学校である[1]。
- 旧・海部郡佐屋町の小学校であった。

## 沿革
佐屋小学校の開校年は1909年（明治42年）に、佐依木村の旧・佐屋尋常小学校と八幡村の稲葉尋常小学校を統合した年である。ここではそれ以前についても記述する。
- 1872年（明治5年）8月 - 義校として開校する。浄法寺 [注釈 1]を仮校舎とする。
- 1873年（明治6年） - 積就学校に改称する。
- 1875年（明治8年）8月 - 旧・佐屋宿本陣に移転する。
- 1876年（明治9年）6月 - 第5番中学校区内海東郡第8番小学佐屋学校に改称する。
- 1881年（明治14年） - 海東郡第58学区佐屋小学校に改称する。校舎を新築し、移転する。
- 1887年（明治20年） - 尋常小学佐屋学校に改称する。
- 1889年（明治22年）10月1日 - 内佐屋村、佐屋村、須依村、柚木村、北一色村が合併し、佐依木村が発足。
- 1892年（明治25年） - 佐屋尋常小学校に改称する。
- 1906年（明治39年）7月1日 - 佐依木村と八幡村が合併し、佐屋村が発足する。
- 1909年（明治42年）4月 - 佐屋尋常小学校と稲葉尋常小学校を統合し、高等科を設置。佐屋尋常高等小学校となる。現在地に校舎が完成する。
- 1914年（大正3年） - 校舎を増築する。
- 1941年（昭和16年）4月1日 - 佐屋村国民学校に改称する。
- 1947年（昭和22年）4月1日 - 佐屋村立佐屋小学校に改称する。
- 1955年（昭和30年）4月1日 - 佐屋村と市江村（西保、東保、西条、東条、本部田）が合併し町制施行。佐屋町となる。同時に佐屋町立佐屋小学校に改称する。
- 1969年（昭和44年） - 新校舎（南館中校舎）が完成する。
- 1971年（昭和46年） - 校舎（南館西校舎）が完成する。
- 1973年（昭和48年） - 校舎（北館西校舎）が完成する。
- 1974年（昭和49年） - プールが完成する。
- 1978年（昭和53年） - 校舎（北館東校舎）が完成する。
- 1980年（昭和55年） - 屋内運動場が完成する。
- 1981年（昭和56年）4月 - 佐屋町立佐屋西小学校を分離する。
- 1982年（昭和57年） - 管理棟が完成する。
- 2005年（平成17年）4月1日 - 佐織町、佐屋町、立田村、八開村が合併し、愛西市が発足。同時に愛西市立佐屋小学校に改称する。

## 交通アクセス
- 名鉄尾西線佐屋駅下車、徒歩約15分。

## 周辺施設
- 愛西市立佐屋中学校
- 愛西市立佐屋西小学校
- 佐屋中央保育園
- 愛西市役所
- 愛西市中央図書館
- ピアゴ佐屋店
- ヨシヅヤ佐屋店
- いちい信用金庫佐屋支店